# Zapatoca (kommun)
Zapatoca är en kommun i Colombia.   Den ligger i departementet Santander, i den centrala delen av landet, 260 km norr om huvudstaden Bogotá. Antalet invånare är 9 449.